# Philip Stanhope, 4.º Conde de Chesterfield
Philip Dormer Stanhope, 4.º Conde de Chesterfield (Londres, 22 de setembro de 1694 – Londres, 24 de março de 1773) foi um político e escritor inglês.